# آنا دياز (مغنية)
آنا دياز (بالإسبانية: Ana Díaz Aceves)‏ هي مغنية مكسيكية، ولدت في 6 فبراير 1972 في فيستيروس في السويد.

## وصلات خارجية
- الموقع الرسمي
- آنا دياز على موقع ميوزك برينز (الإنجليزية)